# Боровых, Андрей Иванович
Андрей Иванович Боровых (1900 год, Туркестанский край, Российская империя — май 1990, с. Ново-Воскресеновка, Меркенский район, Джамбульская область, Казахстан) — колхозник, бригадир тракторной бригады, Герой Социалистического Труда (1948).

## Биография
Родился в 1900 году в окрестностях города Аулие-Ата Туркестанского края (сегодня — Меркенский район Жамбылской области, Казахстан). В 1929 году вступил в колхоз «Новый путь» Талды-Курганского района Талды-Курганской области. В 1935 году перешёл на работу в колхоз «Победа». В 1939 году окончил курсы трактористов и стал работать на Костагановской МТС. В 1943 году был назначен бригадиром тракторной бригады.
В 1947 году тракторная бригада под руководством Андрея Боровых собрало с участка площадью 90 гектаров по 41 центнеров сахарной свеклы. За этот доблестный труд он был удостоен в 1948 году звания Героя Социалистического Труда.

## Награды
- Герой Социалистического Труда (1948);
- Орден Ленина (1948);